# Schijndelaar

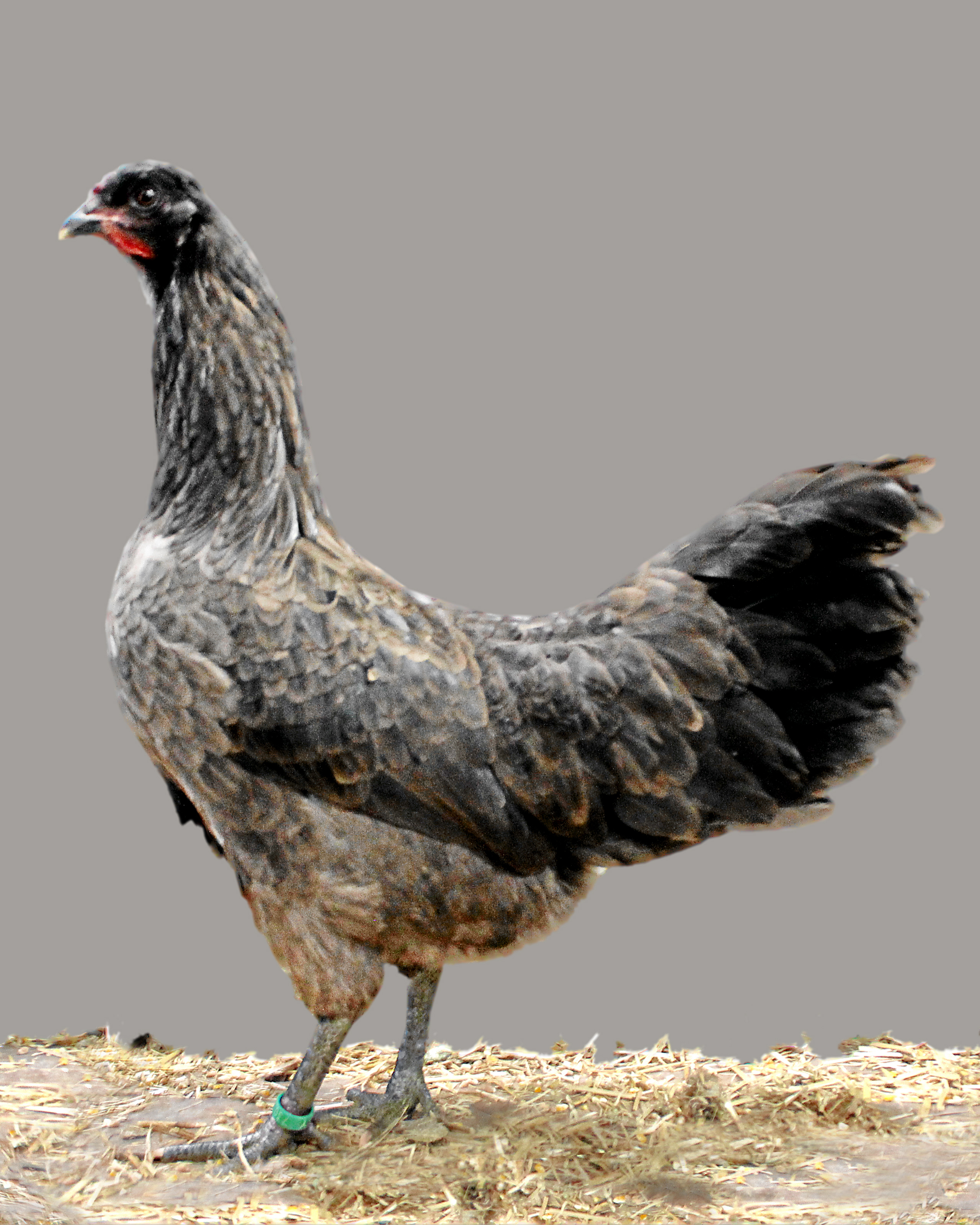
Chocoladebruine hen

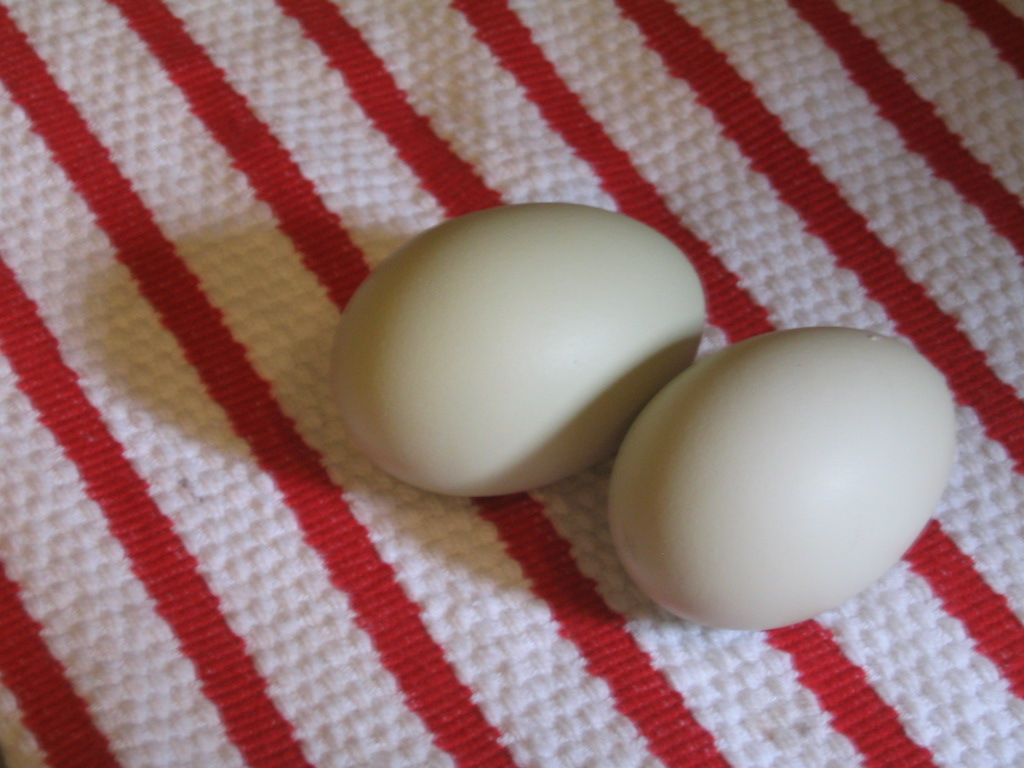
Groene eieren

De Schijndelaar is een jong Nederlands hoenderras, dat recent in Schijndel gecreëerd werd. Het ras behoort tot de langstaarthoenders en groenleggers.

## Geschiedenis
Het ras is eind 20e eeuw door dierenarts Ruud Kaasenbrood uit Schijndel gefokt met behulp van Araucana's, Sumatra's, Hollandse kuifhoenders, Brabantse boerenhoenders en Leghorns. In 2001 werd de witte kleurslag officieel in Nederland erkend, later ook in Duitsland, België en Bulgarije.

## Kenmerken
De verschijning van de kip is fazantachtig, door de slanke bouw en de lange staart. De Schijndelaar heeft een erwtenkam. De hennen leggen blauwe tot olijfgroene eieren. De witte kleurslag is als enige erkend, er bestaan echter intussen ook chocoladebruine, zwarte en parelgrijze kleurslagen evenals koekoek en chocoladebruinkoekoek. Naast het grote ras bestaat er ook een krielvariant.